# Richard Maxfield
Richard Vance Maxfield (* 2. Februar 1927 in Seattle; † 27. Juni 1969 in Los Angeles) war ein US-amerikanischer Komponist und zählt zu den bedeutendsten Vorreitern der elektronischen Musik in den USA.

## Leben und Werk

### Frühe Jahre
Maxfield zeigte sehr früh schon musikalische Begabung; später behauptete er einmal: „Ich konnte Musik lesen, bevor ich Worte lesen konnte.“ Als Kind spielte er Klavier und Klarinette, wirkte als Klarinettist auch im Seattle All Youth Orchestra mit und schrieb noch in der High School eine Sinfonie. Mit 17 ging er für ein Jahr zur Navy.

### Studium
Maxfield begann sein Studium an der Stanford University, wo er weiter komponierte und einige seiner Werke vom Radiosender der Universität übertragen wurden. Nachdem er 1947 in Berkeley die Uraufführung der Oper The Trial of Lucullus von Roger Sessions erlebt hatte, entschied er sich zum Wechsel an die University of California, um bei Sessions zu studieren. Im Jahre 1951 wurde er mit dem Hertz Prize ausgezeichnet. Dieses Reisestipendium ermöglichte ihm, sein Studium zunächst für einen Sommer in Los Angeles bei Ernst Krenek fortzusetzen und dann auf einer Reise durch Europa, wo er Pierre Boulez, Karlheinz Stockhausen und Luigi Nono begegnete. Insbesondere von Stockhausen, der damals am Aufbau des Kölner Studios für elektronische Musik beteiligt war, dürfte er dabei entscheidende Impulse für sein eigenes Werk empfangen haben. 1953 ging er nach Tanglewood zu Aaron Copland, 1954 bis 1955 nach Princeton zu Sessions und zu dessen Schüler Milton Babbitt, wo er 1955 seinen MFA (Master of Fine Arts) machte. Im selben Jahr erhielt er ein Fulbright-Stipendium, das ihm ermöglichte, seine Studien in Italien bei Luigi Dallapiccola und Bruno Maderna, einem weiteren Pionier der elektronischen Musik, zu vertiefen. Er blieb bis 1957 in Europa, wo er – durch Christian Wolff vermittelt – John Cage und David Tudor kennenlernte.

### Elektronische Kompositionen und Lehrtätigkeit
1958 besuchte er Cages Kurs an der New School for Social Research und übernahm denselben Kurs schon im darauf folgenden Jahr. Als Erster in den USA lehrte er die Produktion von elektronischer Musik aus rein elektronischen Quellen, also ohne den – insbesondere für die Musique concrète charakteristischen – Gebrauch von Mikrofonen. Seine eigenen Werke enthalten allerdings zumeist sowohl „konkretes“ als auch elektronisch generiertes Material.
Maxfields erste erhaltene elektronische Komposition Sine Music (A Swarm of Butterflies Encountered over the Ocean) entstand im Jahre 1958 und markiert den Anfang seiner produktivsten Periode, die bis 1964 dauerte und in der er mindestens 24 Werke fertigstellte. Maxfield arbeitete in dieser Zeit als unabhängiger Toningenieur, von 1960 bis 1962 außerdem auch für die Firma Westminster Records.
Auf dem Weg zu den Darmstädter Ferienkursen lernte er Sommer 1959 in New York den acht Jahre jüngeren Kollegen La Monte Young kennen, der damals in Berkeley studierte. Young präsentierte daraufhin Maxfields elektronische Musik in Konzerten in der San Francisco Bay Area, gewann im Jahr 1960 ebenfalls den Hertz Prize und ging nach New York, wo er Maxfields Student, Assistent und einer der wichtigsten Interpreten seiner Werke wurde. La Monte Young berichtet: 
„Ein Großteil von Maxfields Tonbandmusik entstand durch eine Technik, zu der es gehörte, Klangquellen unterschiedlicher Länge vorab aufzunehmen und sie elektronisch zu manipulieren, dann die Bänder, auf denen all diese Geräusche aufgenommen waren, zu zerschneiden und die Einzelstücke in großen Glasschalen zu vermischen. Dann zog er wahllos Bandstücke aus den Schalen und verband sie, wobei er leeres Band von unterschiedlicher Länge zwischen den bereits bespielten Stücken einfügte. Obwohl das im Prinzip ein aleatorisches Verfahren à la Cage war, behielt sich Maxfield stets das Recht vor, jedes Geräusch, das er nicht mochte, wieder in die Schale zu legen und so lange neue Geräusche auszuwählen, bis das Stück so klang, dass er es inspirierend fand. Manchmal wurden einige von diesen Komposita aus Geräuschen und Stille – dieser inter-masters, wie er sie nannte – entweder simultan von verschiedenen Geräten im Konzert abgespielt, oder schon im Studio gemischt, um einen neuen original master (Stereo oder Mono) zu ergeben. Seine Kompositionen waren handwerklich höchst ausgefeilt, sie hatten eine strenge, statische Form und zeugten von ironischem Humor wie auch von einer ungewöhnlich hohen Bildung.“
Maxfield selbst sagte 1962 (in der dritten Person sich auf sich selbst beziehend): 
„Das Quellenmaterial für viele seiner Werke sind die Geräusche der Instrumentalisten, die während der Aufführung mit dem Tonband improvisieren (das ihre aufgenommenen früheren Geräusche spielt, die durch elektronische Manipulation verfremdet sind) … Er ist in der Regel sehr wählerisch, was sein Rohmaterial und dessen elektronische Veränderung betrifft, jedoch sehr frei im Hinblick auf die simultane Platzierung (Organisation) des fertigen Produktes und der Improvisation.“
Eines der berühmtesten auf diese Art entstandenen Werke Maxfields trägt den Namen Cough Music (Husten-Musik, 1959): Maxfield schnitt für einen befreundeten Komponisten aus der Aufnahme eines von dessen Werken Hustengeräusche des Publikums heraus, und diese wiederum verwendete er als Quellenmaterial für eine eigene Komposition. 
Maxfield produzierte alle Tonbandelemente seiner elektronischen Werke in seinem privaten Studio in New York. Die Ausstattung dieses Studios war rudimentär; sie bestand aus mehreren nach Anleitung gebauten Sinustongeneratoren, zwei Kassettenrekordern, einem selbstgebauten Mischpult und einem selbstgebauten Plattenspieler, Mikrofonen, dem Dynamic Spacexpander (einem Gerät zur Hallerzeugung), wahrscheinlich einigen bescheidenen Filter- und Schalteinrichtungen, Verstärkern und Lautsprechern.
In den späten 1950er und frühen 60er Jahren führte Maxfield seine Werke in New York an unterschiedlichsten Veranstaltungsorten auf. Zur ersten New Yorker Loft-Konzertreihe, die La Monte Young 1960/1961 im Studio von Yoko Ono organisierte, zählten auch zwei Abende mit Werken von Maxfield. Andere Künstler, mit denen Maxfield in dieser Zeit zusammenarbeitete, waren David Tudor, Terry Riley, Terry Jennings, Dick Higgins (der für Maxfield das Libretto seiner Oper Stacked Deck schrieb) und George Maciunas. Auf diesem Wege erfassten ihn die Anfänge der Fluxusbewegung. Auch an zahlreichen Tanzperformances wirkte Maxfield mit; so war er u. a. musikalischer Leiter der James Waring Dance Company.
1966 zog er nach San Francisco, wo er bis in das darauf folgende Jahr am San Francisco State College lehrte; 1968 zog er nach Los Angeles. Dort stürzte sich der drogensüchtige Maxfield am 27. Juni 1969 aus einem Fenster des Figueroa Hotel.
Die Dichterin Diane Wakoski schrieb 1973 in ihrem Gedicht The Story of Richard Maxfield:
Richard was an electronic composer.
He wrote a piece called ‘‘Cough Music” made up of the coughs
of hundreds of people at concerts.
He was brilliant and well organized.
And then he fell apart.
He was homosexual and took drugs.
He was brilliant and well organized.
I loved ‘‘Cough Music” and could not see how such a fine composer
could fall apart as Richard fell apart.

### Nachlass
Im Jahre 1967 überließ Maxfield sämtliche Tonbänder, Partituren und Studioausstattung für seine elektronische Musik dem befreundeten Künstler Walter De Maria; De Maria übergab sie wiederum im Jahre 1975 der Dia Art Foundation, wo der Nachlass katalogisiert und archiviert wurde. Seit 1985 befindet er sich im Besitz der MELA Foundation in New York.

## Werke (Auswahl)

### Nicht-elektronische Werke
- Piano Sonata No. 1 (1947)
- Piano Sonata No. 2 (1948–1949)
- Piano Sonata No. 3 (1950)
- String Trio (1951)
- Structures for 10 wind instruments (1951)
- Symphony for string orchestra (1951)
- Variations for string quartet (1956)
- Five Movements for orchestra (1959), ausgezeichnet mit dem Gershwin Memorial Award

### Elektronische Werke
- Sine Music (A Swarm of Butterflies Encountered over the Ocean) (1958), tape
- Cough Music (1959), tape
- Pastoral Symphony (1959), tape
- Perspectives (1960), violin and tape
- Amazing Grace (1960), tape
- Fermentation (1960), tape
- Night Music (1960), tape
- Stacked Deck (1960–1961), opera, voices and tape, text: Dick Higgins
- Clarinet Music (1961), 5 clarinets and 5 tapes
- Dromenon (1961), dance, lighting, flute, saxophone, piano, vibraphone, violin, double bass and tape
- Perspectives II for La Monte Young (1961), violin, unspecified string and tape
- Piano Concert for David Tudor (1961), piano and tape
- Wind (for Terry Jennings) (1961), saxophone and tape
- Toy Symphony (1962), flute, violin, toys, wooden boxes, ceramic vase and tape
- Bacchanale (1963), tape
- Bhagavad Gita Symphony (1963), tape
- Garden Music (1963), tape
- Electronic Symphony (1964), tape
- Bacchanale II (1966), tape
- Dream (1967), tape
- Venus Impulses (1967), tape